# Textile
Textile (Wortspiel mit dem englischen Adjektiv textile, für "gewebt") ist eine vereinfachte Auszeichnungssprache (Markup) für Texte und ähnelt dem in Wikis eingesetzten Wikitext. Textile wurde 2002 von Dean Allen für das ebenfalls von ihm stammende Content-Management-System Textpattern (TXP) entwickelt, um formatierten Text beim Verfassen von Online-Artikeln leicht in validen, wohlgeformten XHTML-Quelltext umwandeln zu können. Textile beachtet dabei typografische Konventionen wie den sachgerechten Einsatz von öffnenden und schließenden Anführungszeichen, Gedankenstrichen und anderem. Seit 2010 werden Textile und Textpattern separat weiterentwickelt.
Textile ist besonders auf die Belange von Blogs und anderen leichtgewichtigen Web-Content-Management-Systemen zugeschnitten. Die deskriptive Sprache ist in erster Linie darauf angelegt, menschenlesbar („human“) und auch für Laien leicht verständlich zu sein. Im Kontrast zu HTML und auf XML basierenden Auszeichnungssprachen (etwa DocBook) verzichtet Textile bewusst auf spitze Klammern und realisiert Formatierungen mit Zeilenumbrüchen und einigen wenigen Sonderzeichen. Ein weiterer Vorteil liegt darin, dass gegenüber WYSIWYG-Editoren wie beispielsweise TinyMCE immer gültiger XHTML-Quellcode generiert wird. Die Eingaben von Benutzern werden sehr viel restriktiver gehalten, da nur ein begrenzter, auf den Anwendungsfall zugeschnittener Sprachumfang bereitgestellt wird. Das kommt einem durchgängigen CSS-Design, das Gestaltungs- und Inhaltselemente getrennt verwaltet, sehr zugute.
Dean Allen implementierte den ersten Textile-Übersetzer in PHP und veröffentlichte ihn unter der GNU General Public License (GPL). Die derzeit (2024) mit Textpattern erhältliche Textile-Übersetzerklasse enthält im Dateikopf jedoch lediglich die 3-Klausel-BSD-Lizenz.
Anders als die im Jahr 2002 zahlreichen, teilweise sehr uneinheitlichen Wikitext-Dialekte war Textile von Anfang an gut standardisiert und dokumentiert. Dank des Erfolges von Textpattern und der offenen Lizenz wurden schnell weitere Systeme um diese alternative Eingabemöglichkeit erweitert. Heute sind Übersetzer in den meisten für die Web-Entwicklung relevanten Programmiersprachen verfügbar, unter anderem Perl, Python, Ruby und Java. Bei vielen Content-Management- und Weblog-Systemen (unter anderem Serendipity und WordPress) wird Textile mitgeliefert oder kann als Plug-in nachgerüstet werden. Textpattern setzt es als Standard für die Texteingabe ein.

## Beispiele
| Eingabe                         | Übersetzung in XHTML                        | Ausgabe                   |
| ------------------------------- | ------------------------------------------- | ------------------------- |
| h3. Überschrift                 | <h3>Überschrift</h3>                        | Überschrift               |
| *fett*                          | <strong>fett</strong>                       | fett                      |
| a[^n^]                          | a<sup>n</sup>                               | an                        |
| "Wikipedia":http://wikipedia.de | <a href="http://wikipedia.de">Wikipedia</a> | Wikipedia                 |
| # nummerische Aufzählung        | <ol> <li>nummerische Aufzählung</li> </ol>  | 1. nummerische Aufzählung |
| * Aufzählung                    | <ul> <li>Aufzählung</li> </ul>              | - Aufzählung              |
| +Unterstrichen+                 | <ins>Unterstrichen</ins>                    | Unterstrichen             |
| -Durchgestrichen-               | <del>Durchgestrichen</del>                  | Durchgestrichen           |
| _Kursiv_                        | <em>Kursiv</em>                             | Kursiv                    |
| %{color:red}Rot%                | <span style="color:red">Rot</span>          | Rot                       |